# On demand
On demand er et engelsk forretningsudtryk der bedst kan oversættes til efter efterspørgsel. Udtrykket refererer til en forretningsproces hvor man sørger for, at de nødvendige materialer til fremstillingen af et produkt ankommer til samlestedet præcis på det tidspunkt, der er behov for det. Dette medfører en stor økonomisk besparelse, da man ikke behøver et varelager til råvarer og halvfabrikata. Dette er svært at opnå i praksis, da uventede transportproblemer kan standse en produktion med store økonomiske tab til følge. On demand bruges også i sammenhæng med salg til kunder, hvor virksomheden ikke fremstiller produktet før kunderne efterspørger det.
En afledt anvendelse af on demand er i sammenhænge som video on demand, hvor kunden kan se fjernsynsudsendelser, film mm. når han/hun ønsker det.